# JC Chasez
Joshua Scott „JC“ Chasez (* 8. srpna 1976) je americký zpěvák, skladatel, tanečník, hudební producent a příležitostný herec.
Jako dítě byl Chasez nesmírně plachý.[zdroj?] Začal svou kariéru v seriálu The All New Mickey Mouse Club, později vstoupil do skupiny 'N Sync a spolu s Justinem Timberlakem byli hlavními zpěváky této chlapecké kapely. V roce 2002 se kapela rozhodla udělat přestávku a během této doby Chasez produkoval své vlastní album, Schizofhrenic.
Psal a produkoval pro Girls Aloud, Basement Jaxx, Davida Archuletu a Matthewa Morrisona. V únoru 2012 Chasez prostřednictvím své webové stránky oznámil, že spolu s producentem a skladatelem Jimmym Harrym pořádají konkurzy, aby vytvořili skupinu pro dívky s věkem mezi 18 a 24 lety. Většina skupiny byla vybrána od listopadu 2012 a skupina byla pojmenována Girl Radical.